# 小野繪里子
小野繪里子（日语：おのえりこ，1962年5月5日—），日本漫畫家，其姓名青文出版社舊譯為小野枝里子。

## 經歷
東京都出身，本名未公開。井草高等學校及武藏野美術短期大學商業設計科畢業。高中時加入學校的漫研社，同期的社員尚有螻榮子。
1996年以《山田小蜜子》獲得第41屆小學館漫畫賞的兒童向部門賞。

## 外部連結
- 小野繪里子的X（前Twitter）